# Арменакян, Арменак Минасович
Арменак Манасович Арменакян (арм. Արմենակ Մանասերի Արմենակյան, 11 декабря 1955, Ереван — 27 октября 1999, Ереван) — армянский политический и военный деятель.
- 1989—1994 — Ереванский экономическо-юридический университет. Юрист.
- 1974—1977 — служил в советской армии.
- С 1977 — работал в лесном хозяйстве Еревана бригадиром.
- С 1988 — был командиром добровольческого отряда «Тигран Мец». Председатель земляческого благотворительного союза «Норк Мараш».
- 1990—1995 — был депутатом Ереванского горсовета.
- 1997—1999 — глава общины Норк-Мараш.
- 30 мая 1999  — избран депутатом парламента. Член постоянной комиссии по обороне, национальной безопасности и внутренним делам.
- 27 октября 1999 — погиб во время теракта в армянском парламенте.
- Указом президента от 27 декабря 1999 за значительные заслуги перед Родиной посмертно награждён орденом Боевого креста I степени.